# Wilhelm Achtermann

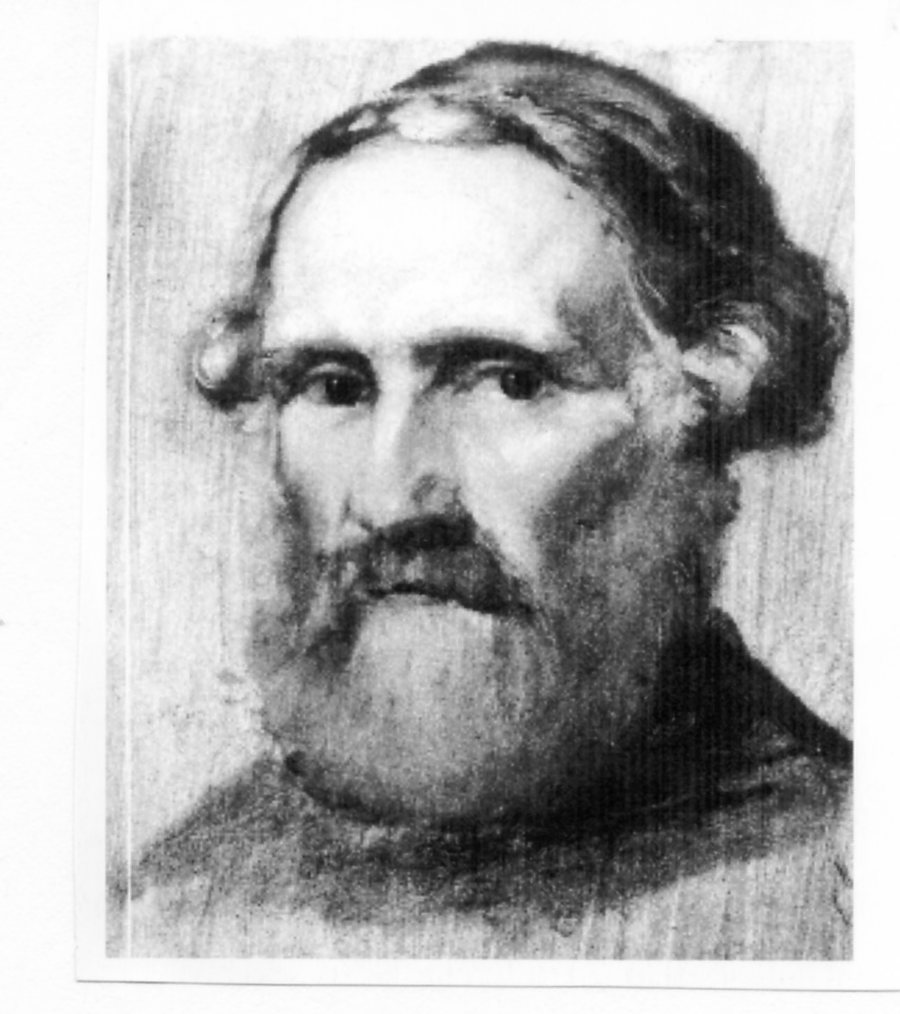
Wilhelm Achtermann, självporträtt.

Wilhelm Achtermann, född 15 augusti 1799 i Münster, död 26 maj 1884 i Rom, var en tysk skulptör.
Achtermann var lärjunge till Christian Daniel Rauch och Christian Friedrich Tieck i Berlin. Hans främsta verk var en Pietà och en av flera statyer huggna ur ett enda block bestående framställning av Kristi nedtagande från korset, vilka båda fanns i domen i Münster men förstördes under andra världskriget, samt ett altare i domen i Prag.